# Olbramkostel
Olbramkostel (německy Wolframitzkirchen) je městys v okrese Znojmo v Jihomoravském kraji. Žije v něm 532 obyvatel.
Sousedními obcemi sídla jsou Vracovice, Pavlice, Milíčovice, Šumná, Kravsko, Žerůtky a Vranovská Ves.

## Název
Písemné doklady ze 13. a 14. století mají německé Wolframskirchen (Olbramův kostel), české Olbramkostel vzniklé překladem německého jména je poprvé doloženo 1447. Vesnice má své jméno od Wolframa Schenka ze Schenkenberku, který v místě založil kostel.

## Historie
První písemná zmínka o obci pochází z roku 1263.
Od 10. října 2006 byl obci vrácen status městyse.

## Přírodní poměry
Městečko se nachází v Jevišovické pahorkatině, na jižním okraji přírodního parku Jevišovka. Severovýchodně od městyse leží přírodní památka Čekal.

## Doprava
Městečkem vede silnice I/38 a jižně od něj železniční trať Znojmo–Okříšky, u které se nachází nádraží Olbramkostel.

## Pamětihodnosti
- Kostel Nanebevzetí Panny Marie
- Výklenková kaplička u hřbitova
- Boží muka pod lipami
- Socha svatého Jana Nepomuckého za vesnicí u silnice
- Fara

## Osobnosti
- Carl Unger (1915–1995), rakouský malíř
- Pavel Dungl (* 1948), český ortoped, přednosta ortopedické kliniky nemocnice na Bulovce

## Galerie

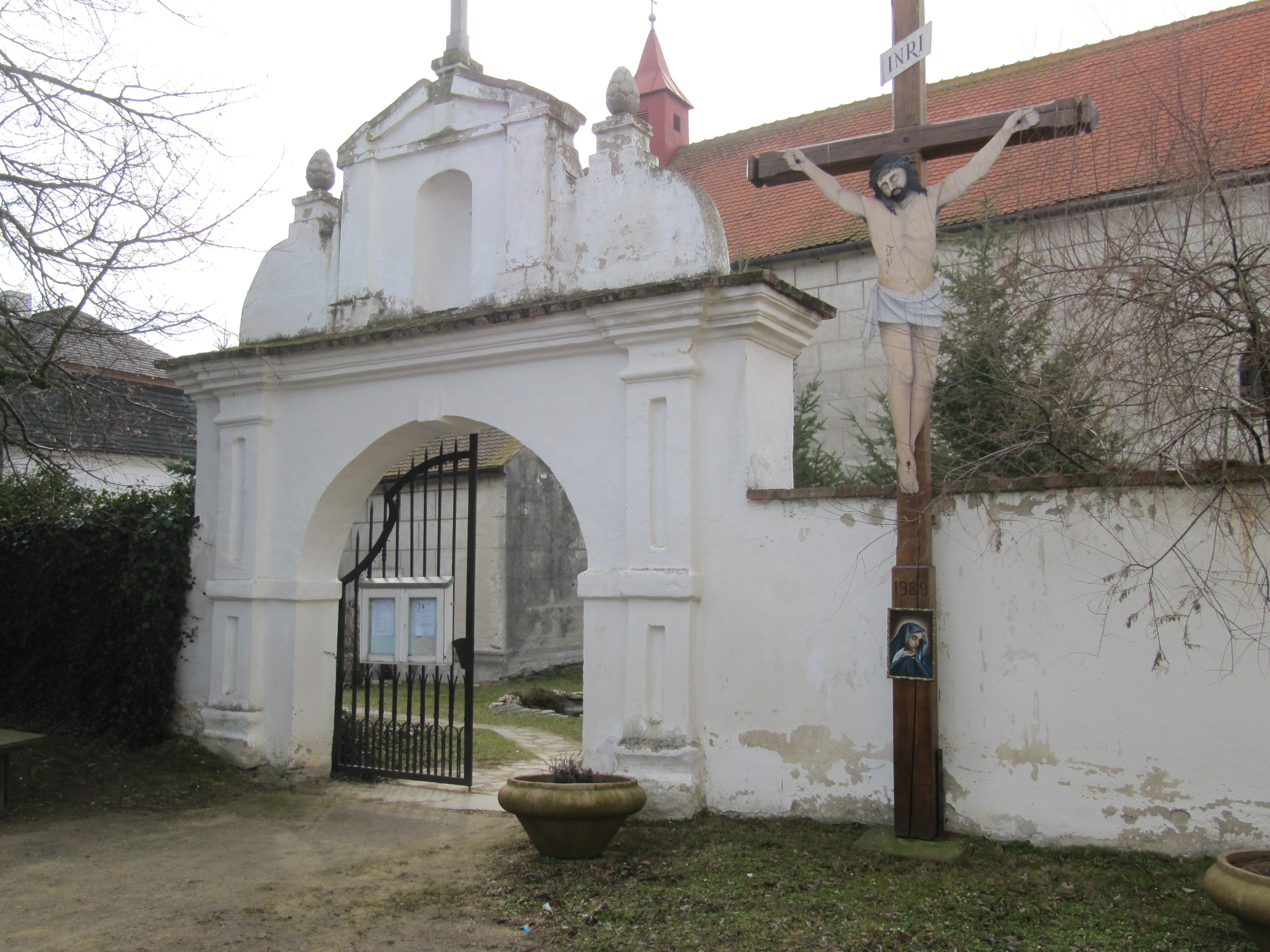
Brána kostela Nanebevzetí Panny Marie
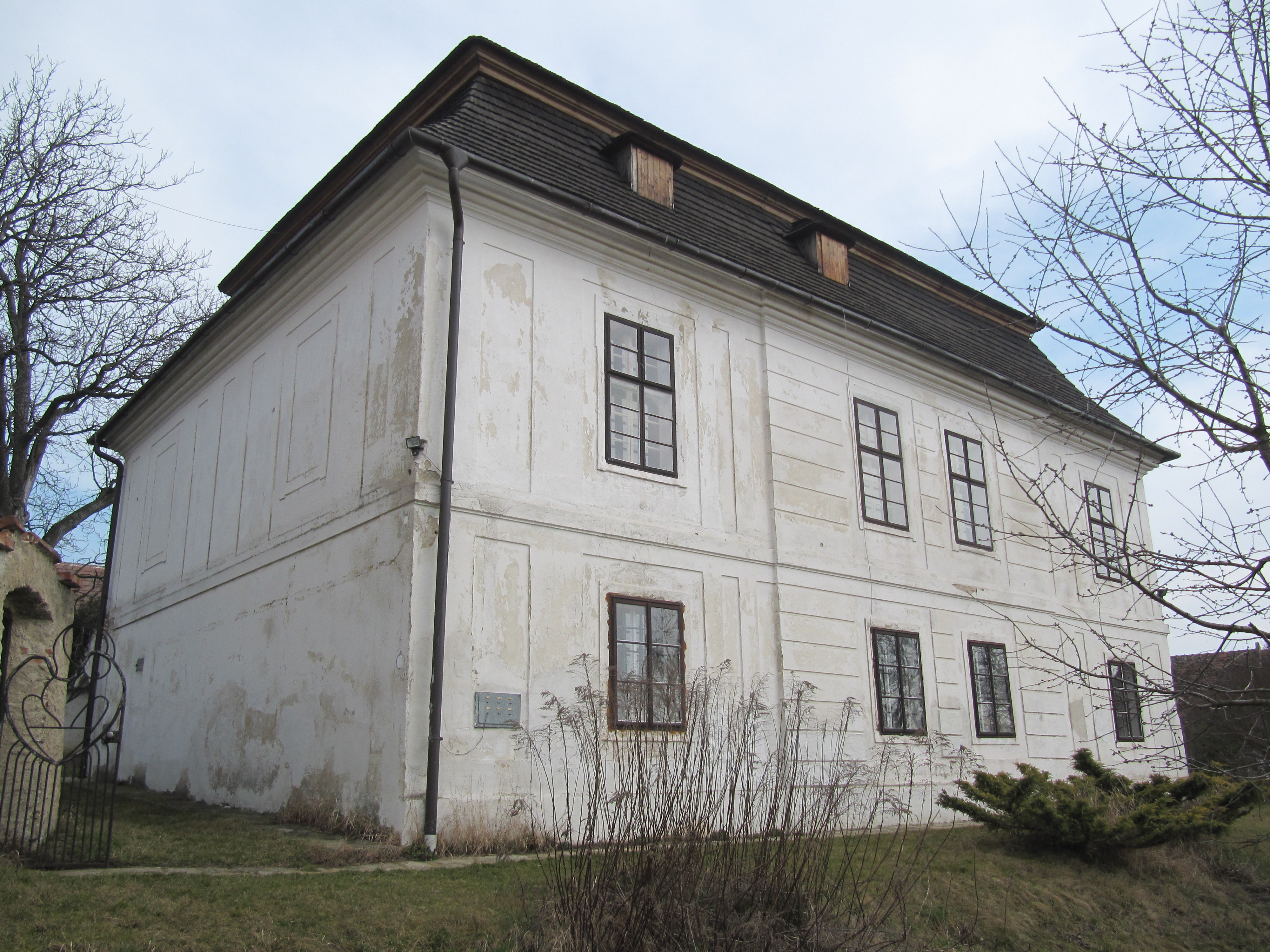
Fara
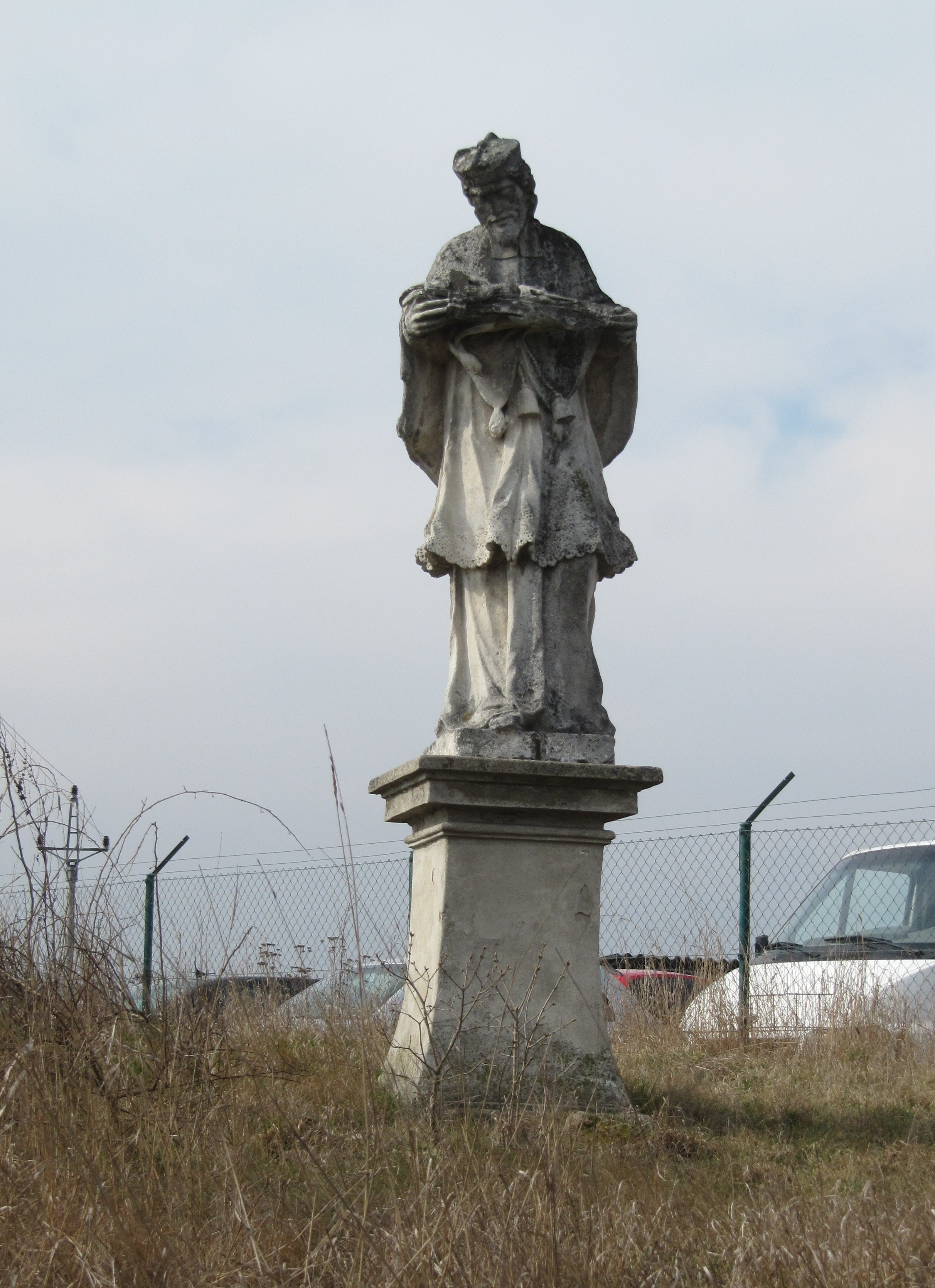
Socha svatého Jana Nepomuckého
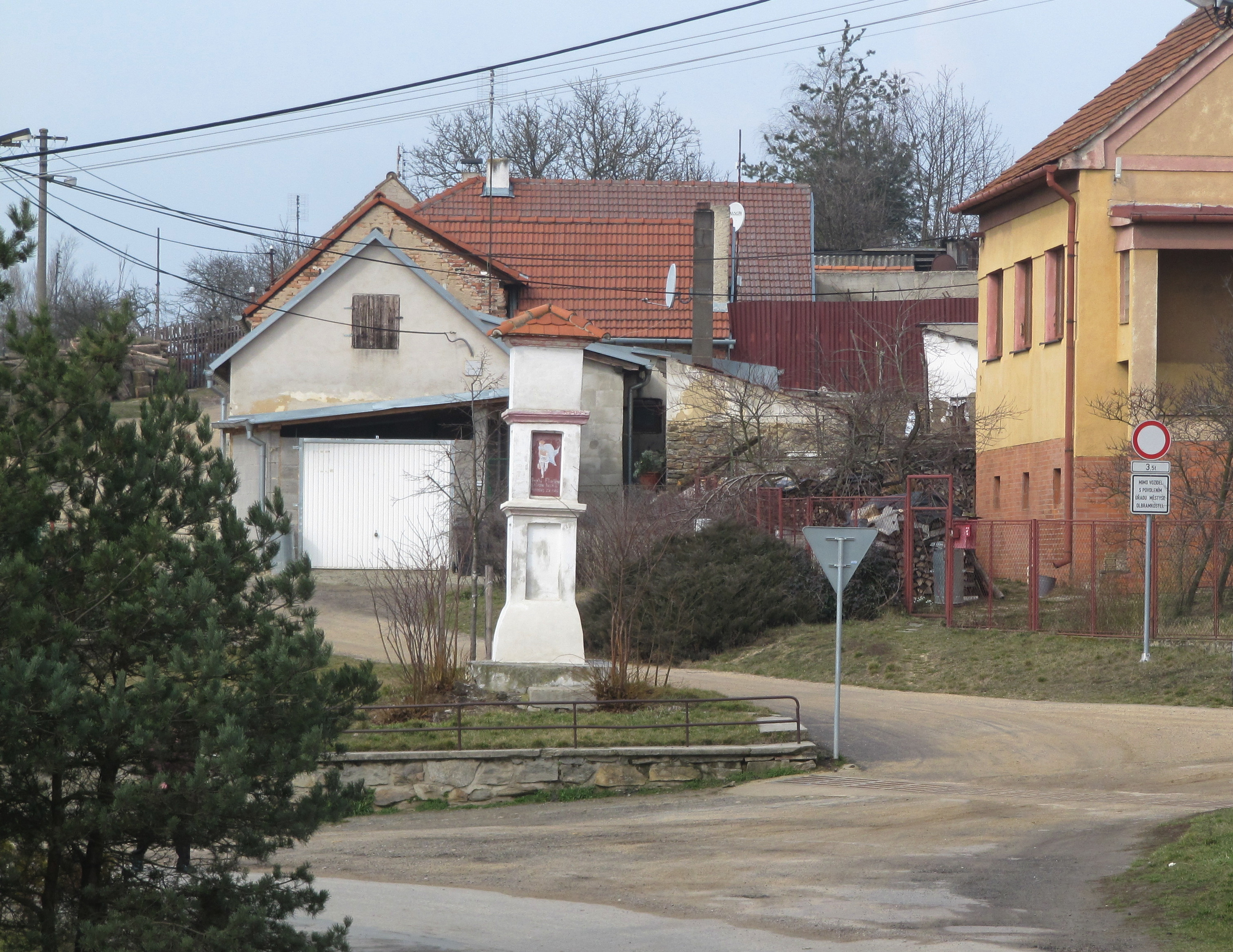
Boží muka pod lipami
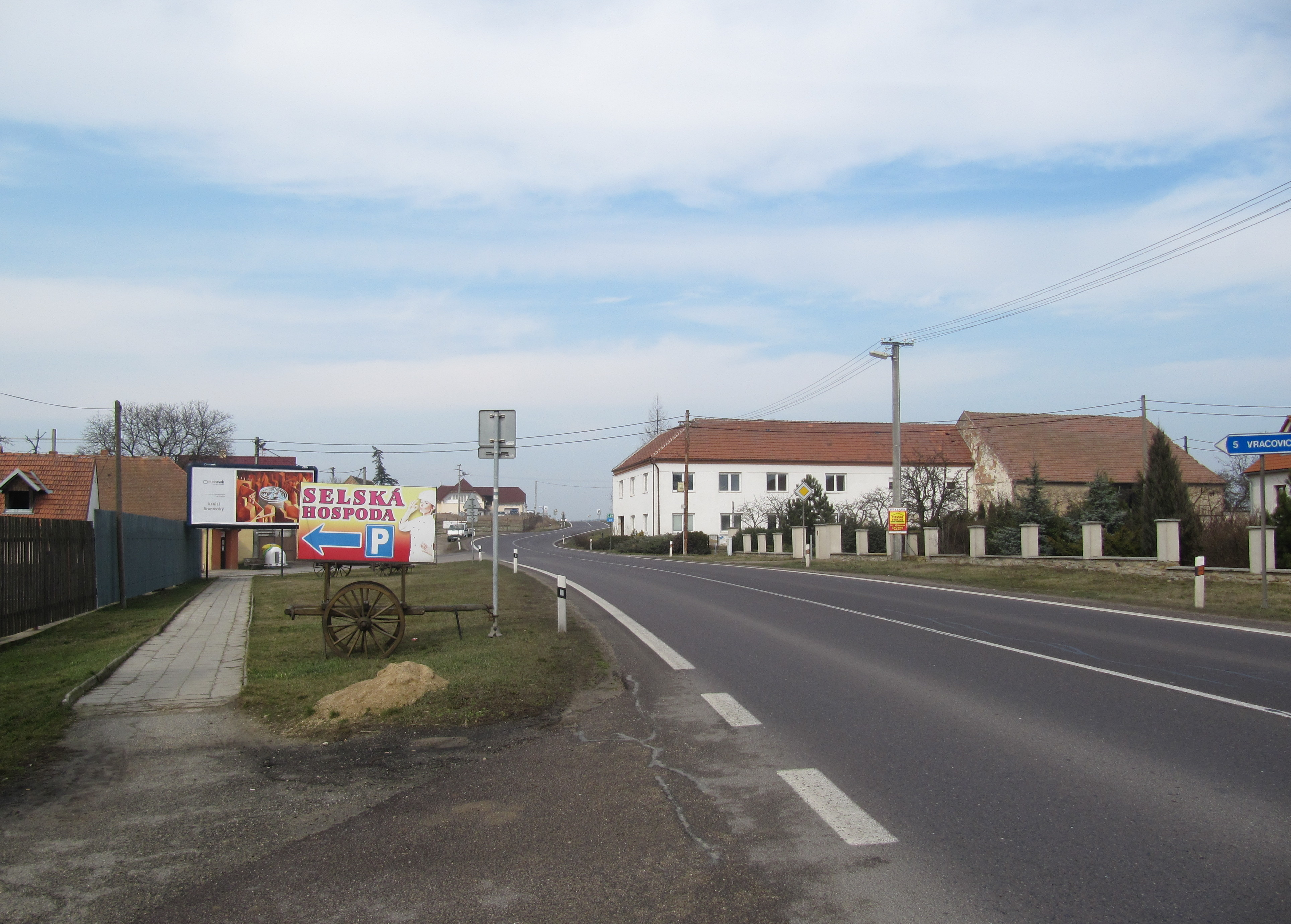
Hlavní silnice
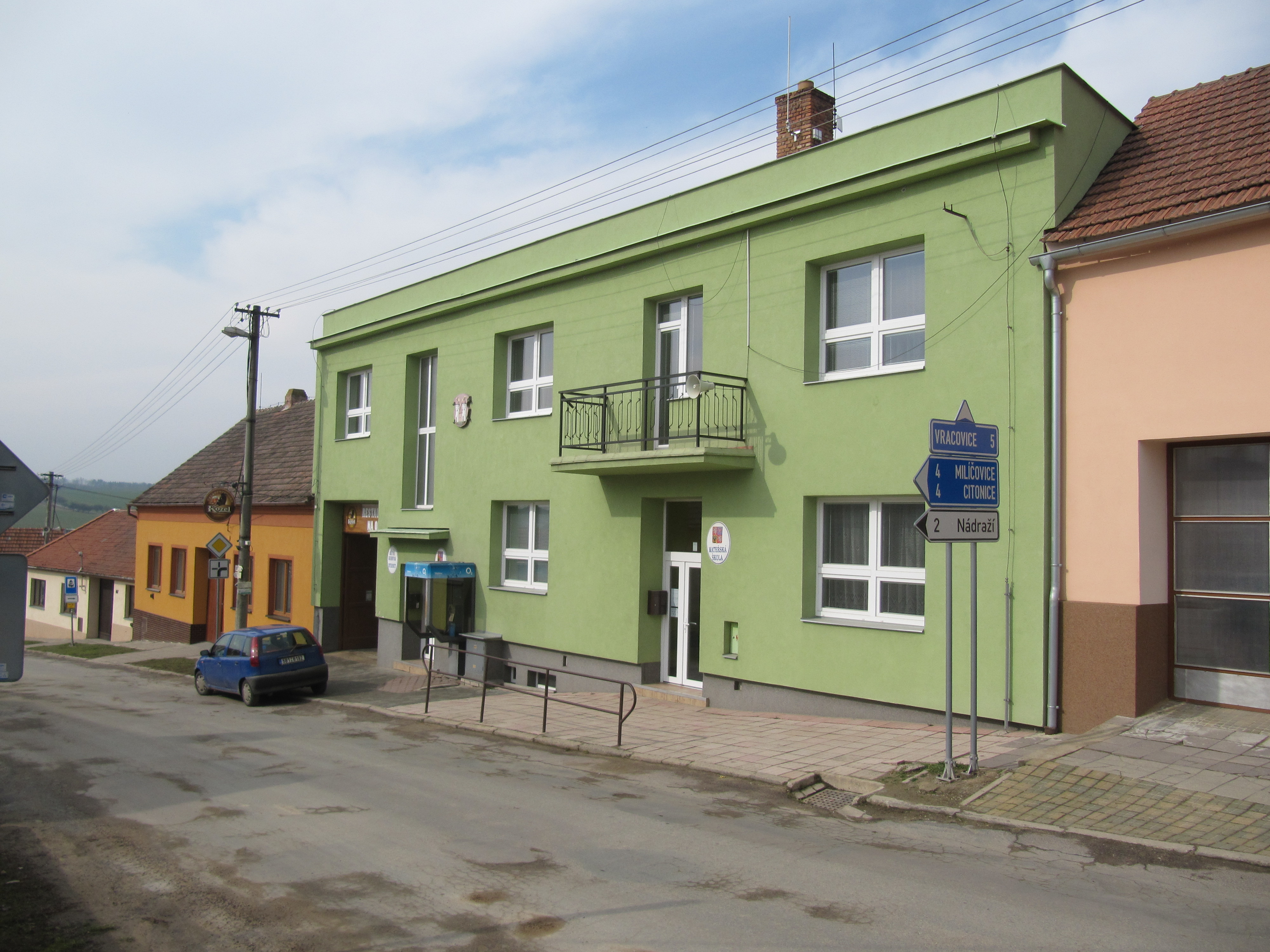
Úřad městyse
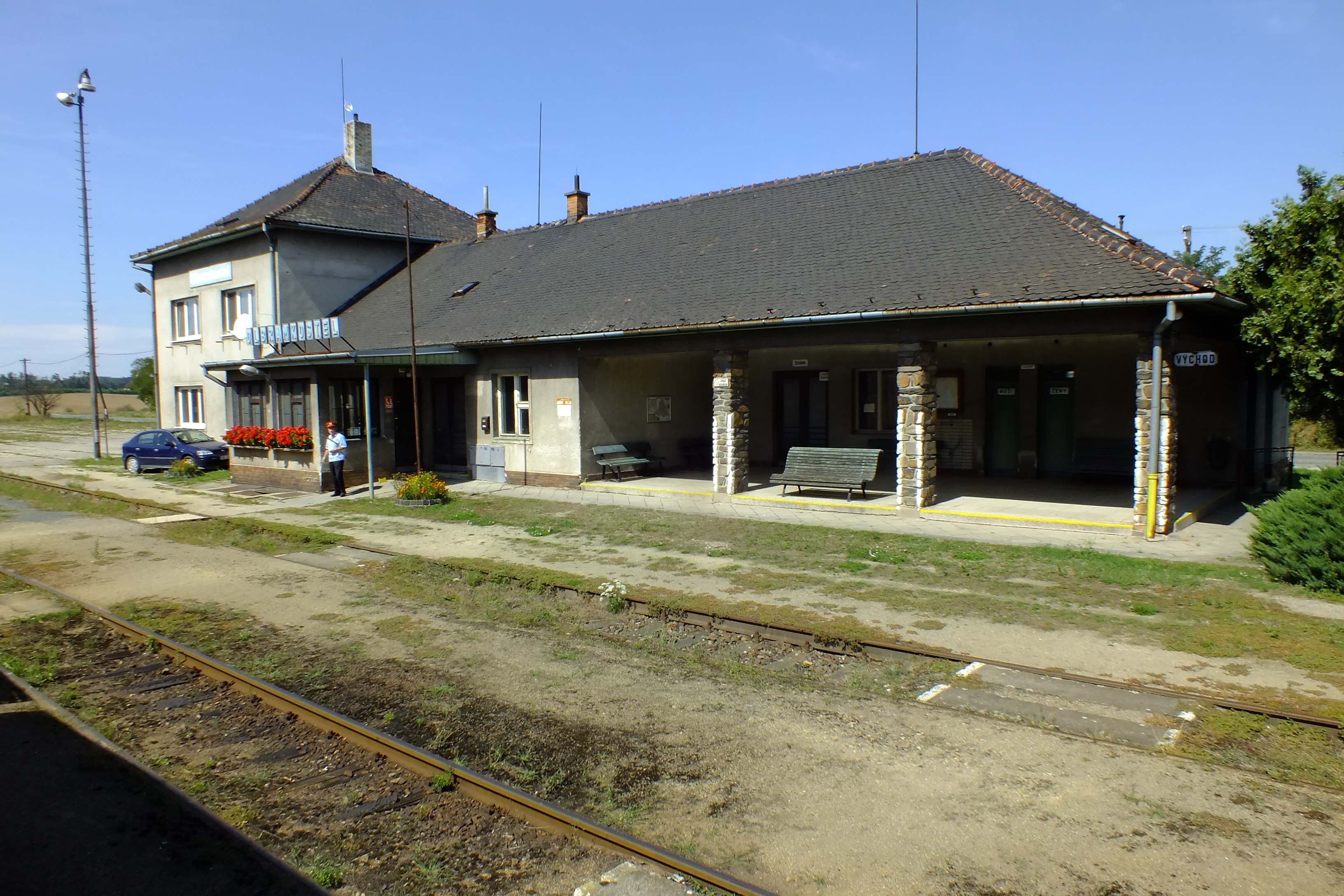
Železniční stanice